# El Porvenir, Simojovel
El Porvenir är en ort i Mexiko.   Den ligger i kommunen Simojovel och delstaten Chiapas, i den sydöstra delen av landet, 700 km öster om huvudstaden Mexico City. El Porvenir ligger 694 meter över havet och antalet invånare är 114.
Terrängen runt El Porvenir är bergig åt nordost, men åt sydväst är den kuperad. Runt El Porvenir är det ganska tätbefolkat, med 104 invånare per kvadratkilometer. Närmaste större samhälle är Simojovel de Allende, 15,3 km väster om El Porvenir. I omgivningarna runt El Porvenir växer i huvudsak städsegrön lövskog.